# Перепелов, Михаил Иванович
Михаил Иванович Перепелов (1924 — 1980) — советский гвардии старший сержант, командир орудия 83-го гвардейского стрелкового полка, 27-й гвардейской стрелковой дивизии, 29-го гвардейского стрелкового корпуса, 8-й гвардейской армии, 1-го Белорусского фронта. Полный кавалер Ордена Славы.

## Биография
Родился 5 декабря 1924 года в селе Софиевка, Оренбургской области  в крестьянской семье. В 1939 году окончил семь классов и фабрично-заводскую школу, работал в вагонном депо станции.
С 1942 года призван в ряды РККА и отправлен для обучения в военное училище, в 1943 году не окончив учёбу направлен в действующую армию — командир орудия 83-го гвардейского стрелкового полка. 27-й гвардейской стрелковой дивизии, 29-го гвардейского стрелкового корпуса, 8-й гвардейской армии воевал на 1-м Белорусском фронте.
11 марта 1944 года командир расчёта, гвардии сержант М. И. Перепелов в бою у села Владимировка вместе с командиром взвода выкатил орудие на открытую позицию и точным огнём отсёк вражескую пехоту от штурмового орудия. Был ранен, но поле боя не покинул. За это 29 апреля 1944 года Указом Президиума Верховного Совета СССР  М. И. Перепелов  был награждён  Орденом Славы 3-й степени.
14 января 1945 года  гвардии старший сержант М. И. Перепелов в бою при прорыве обороны противника близ населённого пункта Гловачув, действуя в боевых порядках стрелковых подразделений, огнём из орудия уничтожил дзот, наблюдательный пункт и свыше отделения пехоты врага. 17 марта 1945 года Указом Президиума Верховного Совета СССР М. И. Перепелов был награждён Орденом Славы 2-й степени.
14 апреля 1945 года гвардии старший сержант М. И. Перепелов в бою у населённого пункта Альт-Тухебанд, затем в уличных боях в Берлине, прямой наводкой вывел из строя четыре дзота, шесть пулемётных точек, подорвал три автомашины с боеприпасами, истребил много солдат.  4 июля 1945 года Указом Президиума Верховного Совета СССР гвардии старший сержант М. И. Перепелов был награждён Орденом Славы 2-й степени. 24 декабря 1971 года Указом Президиума Верховного Совета СССР  М. И. Перепелов был перенаграждён Орденом Славы 1-й степени.
В 1948 году гвардии старший сержант М. И. Перепелов был демобилизован из рядов Советской армии. Работал токарем в Чуйском локомотивном депо. Умер 19 августа 1980 года в городе Чу, Казахской ССР.

## Награды
- Орден Славы I степени (1971)
- Орден Славы II степени (1945)
- Орден Славы III степени (1944)
- Орден Красной Звезды (1945)
- Медаль «За отвагу» (18.02.1944, 30.03.1944)